# أسواق بيروت القديمة

انتشرت أسواق بيروت القديمة بحسب العادات العربيّة والإسلاميّة اما حول المساجد مثل الجامع العمري الكبير، وام حول بوابات الأسوار مثل سوق باب السراي على سور بيروت.

## تسمية الأسواق

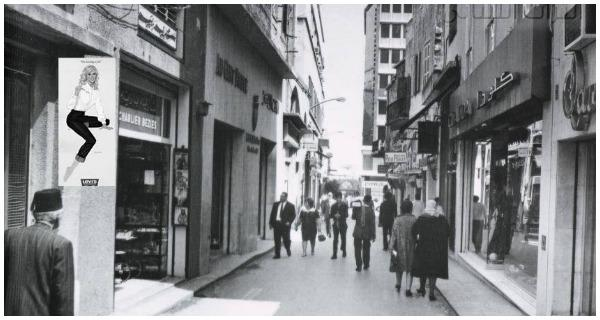

وكانت أغلب الأسواق القديمة تسمى نسبة لى سلعة معينة كسوق القزاز (الزجاج)، كما سميت أسواق أخرى بحسب الصنعة كسوق العطارين وسميت بغضها بأسماء عائلات المدينة مثل سوق أياس. وكانت بعض الأسواق على اسم صاحبها كسوق الأمير أمين.

### الأسماء نسبة إلى بوابات السور
- سوق باب يعقوب

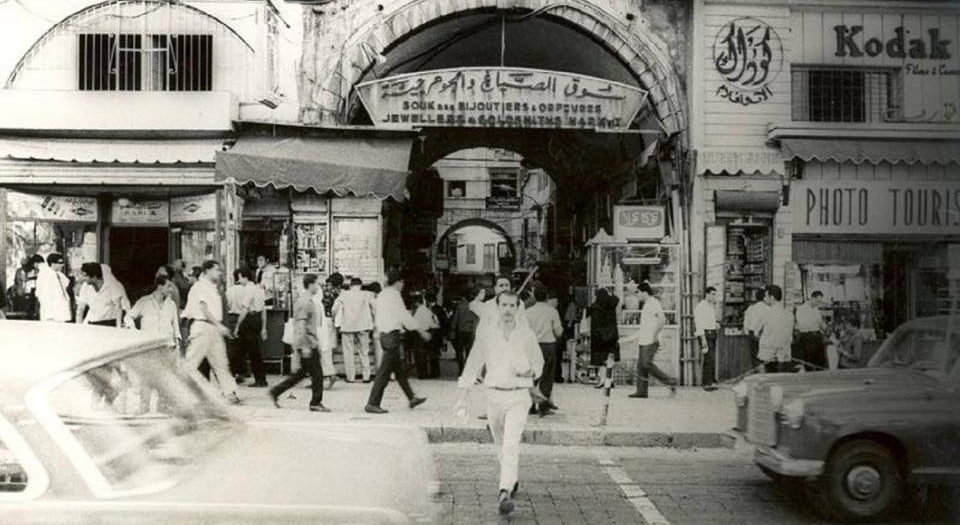

- سوق باب السراي وكان يُعرف أيضاً بسوق الفشخة.
- سوق باب الدركة أو الدركاه.
- سوق باب السنطيّة.

### الأسماء نسبة إلى السلع

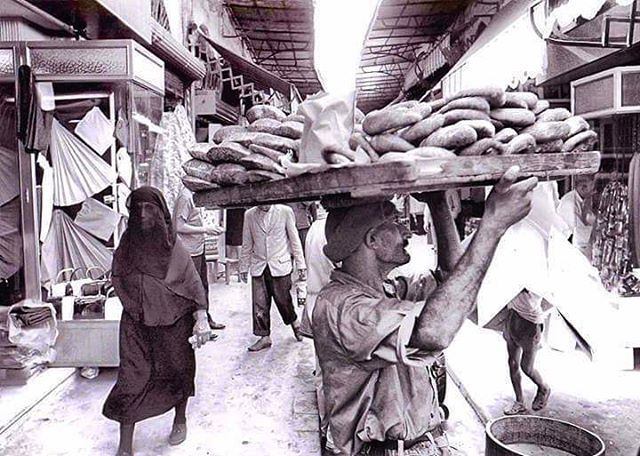

- سوق الحرير
- سوق الجوخ
- سوق الخرّاطين (خراطة المعادن)
- سوق القزاز (الزجاج)
- سوق القطن
- سوق الصرامي (الأحذية)
- سوق الخضار
- سوق القطايف
- سوق النرابيج

### الأسماء نسبة إلى الصنعة
- سوق اللحامين
- سوق الخمامير
- سوق العقادين
- سوق النجاري
- سوق الدلالين
- سوق الحدادين
- سوق المنجدين
- سوق الأسكافة
- سوق البياطرة
- سوق البوابجيّة
- سوق العطارين
- سوق الصاغة
- سوق الشعارين
- سوق الشبقجيّة

### الأسماء نسبة إلى أسماء العائلات
- سوق حمادة
- سوق أياس
- سوق إدريس
- سوق وسرسق
- سوق التويني
- سوق الطويلة
- سوق بسترس
- سوق وسيّور
- سوق رعد
- سوق هاني
- سوق أبي النصر
- سوق بيهم
- سوق العيتاني

### الأسماء نسبة إلى اصحابها
- سوق المير أمين
- سوق قيساريات أبي اللمع
- سوق الشيخ شاهين تلحوق
- سوق سلمان الشهابي
- سوق عبد السلام عماد

## وصف تاريخي لأسواق بيروت القديمة
كتب داوود نقاش سنة 1894م في وصف أسواق بيروت ما يلي:
«... من تأمل في سوق الخضر الذي يكاد لا يبلغ عرضه أربعة أذرع، وأنه هو السوق المطروق أكثر من سواه، ورأى الفروش والسحاحير والسلال والأطباق والكراسي مكردسة تلالاً تلالاً على الجانبين أمام الحوانيت، وصاحب الحانوت وأولاده وحماره وخاروفه، حكم حالا بأن شكوى المارين هي بمحلها أيضاً... والألطف والأظرف من ذلك تبسيط بائعي البوظة في الأسوق ونشر أوايلهم مثل تنكة البوظة وعلبتها وصندوق الملح وطبق الثلج وتنكة الأقداح والملاعق والمنشار والمضرب والمقشط. وهكذا بائعي الحلاوة جزريّة وسكريّة وسمسميّة مع الفرش والسيبة، ومثلهم حاملي قرب السوس والليموناضة وبائعي المعلل والكعك والفول النابت. ومما يزيد على الطنبور نغمة هو تبسيط بائعي البضائع والأثمار بجوانب الحوانيت وفي زوايا الأسواق والطرقات، وعند الحشرة في وسط الطرقات، فضلاً عن مرور الدواب وعلى ظهرها قناطير مقنطرة من الشيح والجرار والسحاحير، ولا يسهى عن البال ساحة البرج الذي ظن البائعون أنهم أخذوا بها امتيازاً مخصوصاً لوضع فروشهم وسحاحيرهم في أي محل وأية نقطة استحسنوها... والذي يزيد الطين بلة هو مرور العربات كالبرق...»

## أسواق بيروت الحديثة
- شارع فردان
- شارع الحمرا
- شارع مارلياس
- شارع البربور
- أسواق وسط المدينة (داون تاون أو DT)
- الأشرفية
- شارع فرن الشباك
- بولفار كورنيش المزرعة
- منطقة الجامعة الاميركية

## مواقع خارجية
- التقاليد الرمضانية القديمة في لبنان - جريدة الشرق الأوسط